# 级数
级数（英語：Series）代表某序列之和，例如序列{\displaystyle a_{1},\,a_{2},\,a_{3},\,a_{4},\,\ldots }的級數{\displaystyle S_{n}}可以表示成{\displaystyle S_{n}=a_{1}+\ldots +a_{n}}，如果被取和的序列是有穷序列，相對應的級數被称为有穷级数；反之，称为无穷级数。常见的级数包括等差数列和等比数列的级数。
級數本身也是一種序列（代表加到第{\displaystyle n}項）。就跟普通序列一樣，级数的通项可以是实数、矩阵或向量等常量，也可以是关于其他变量的函数，不一定是一个数，但某序列要能定義相應級數，前提是必須要有加法（如實數加法、向量加法與矩陣加法等等）。
如果某级数來自於對常數序列取和，则称之为常数（项）级数，如果來自於函数序列，则称之为函数（项）级数。
无穷级数不像有穷级数可以加到最後一項，所以作為替代，通常會嘗試將項數趨近於无穷大來取「最終的和」，具體來說，也就是對級數{\displaystyle S_{n}}取极限{\displaystyle \lim _{n\to \infty }S_{n}}。如果這個極限存在，會仿造数列极限，將這個无穷级数稱為收斂的（convergent）；反之稱為發散的（divergent）。（而且要能定義極限還需要距離來比較遠近）

## 正式定義
定義 — 

{\displaystyle (A,\,\circ )} 是個交換群，對於定義在 {\displaystyle A} 上的序列 {\displaystyle {\{a_{i}\in A\}}_{i\in \mathbb {N} }} ，存在唯一的序列 {\displaystyle {\{s_{n}\in A\}}_{n\in \mathbb {N} }}滿足：
(1) {\displaystyle s_{1}=a_{1}}
(2) 對所有正整數 {\displaystyle n\in \mathbb {N} }， {\displaystyle s_{n+1}=s_{n}\circ a_{n+1}}
這個唯一存在的序列被稱為 {\displaystyle {\{a_{i}\in A\}}_{i\in \mathbb {N} }} 的級數（series）。
也就是說，只要 {\displaystyle A} 上有定義一種有交換律的「運算」，那定義在 {\displaystyle A} 的序列{\displaystyle {\{a_{i}\in A\}}_{i\in \mathbb {N} }}都可以「取和」，而它的「部分和」可以構成某個唯一的序列{\displaystyle {\{s_{n}\in A\}}_{n\in \mathbb {N} }}。也就是說，一般會將 {\displaystyle \circ } 視為加法「{\displaystyle +}」  ，而將{\displaystyle s_{n}}更加直觀的記為：
{\displaystyle s_{n}=a_{1}+\ldots +a_{n}}
然後把{\displaystyle s_{n}}直觀地稱為部分和。
通常會做以下的符號定義：
{\displaystyle \sum _{j=1}^{n}a_{j}:=s_{n}}
而將　{\displaystyle {\{s_{n}\in A\}}_{n\in \mathbb {N} }}　記為　{\displaystyle {\left\{\sum _{j=1}^{n}a_{j}\right\}}_{n\in \mathbb {N} }}甚至是更直觀的 {\displaystyle \sum _{j=1}^{n}a_{j}}

### 有窮級數
以上定義的級數，在直觀上被理解成「無窮級數」（infinite series）；但所謂的「有窮序列」，也只是從某個正整數 {\displaystyle m\in \mathbb {N} } 開始，只要正整數 {\displaystyle i\geq m} 就有 {\displaystyle a_{i}=0_{A}} （{\displaystyle (A,\,\circ )}的單位元，可直觀理解成一般加法的「零」）。所以「有窮序列」取部分和而得到的「有窮級數」（finite series），事實上包含在上述定義中；換句話說，有窮級數是對從某項 {\displaystyle m\in \mathbb {N} } 開始為零的特殊序列取部分和得到的，所以不管怎麼加，部分和最大都只能到 {\displaystyle \sum _{j=1}^{m}a_{j}}。

## 无穷级数的敛散性
对于级数{\displaystyle \sum _{n=1}^{\infty }u_{n}}，如果当{\displaystyle n}趋于正无穷大时，{\displaystyle s_{n}}趋向一个有限的极限：{\displaystyle s=\lim _{n\to \infty }s_{n}}，那么这个无穷级数就叫做是收敛的，{\displaystyle s}叫做级数{\displaystyle \sum _{n=1}^{\infty }u_{n}}的和。如果极限不存在，这个无穷级数就是发散的。收敛的无穷级数存在唯一的一个和{\displaystyle s}。这时可以定义级数{\displaystyle \sum u_{n}}的余项和：{\displaystyle R_{n}=S-S_{n}}。

### 任意项级数
如果级数{\displaystyle \sum _{n=1}^{\infty }u_{n}}中的各项可以是正数，负数或零，则级数{\displaystyle \sum _{n=1}^{\infty }u_{n}}称为任意项级数。
将任意项级数各项{\displaystyle u_{n}}取绝对值，得到正项级数。
{\displaystyle \sum _{n=1}^{\infty }|u_{n}|=|u_{1}|+|u_{2}|+|u_{3}|+\cdots +|u_{n}|+\cdots }

### 条件收敛
如果任意项级数{\displaystyle \sum _{n=1}^{\infty }u_{n}}收敛，而级数{\displaystyle \sum _{n=1}^{\infty }|u_{n}|}发散，则称级数{\displaystyle \sum _{n=1}^{\infty }u_{n}}条件收敛。

### 绝对收敛
如果级数{\displaystyle \sum _{n=1}^{\infty }|u_{n}|}收敛，则称级数绝对收敛
定理：如果任意项级数{\displaystyle \sum _{n=1}^{\infty }u_{n}}的各项的绝对值所组成的正项级数{\displaystyle \sum _{n=1}^{\infty }|u_{n}|}收敛，则级数{\displaystyle \sum _{n=1}^{\infty }u_{n}}收敛。
| 证明： |
| --- |
| 令 {\displaystyle a_{n}={\frac {1}{2}}(\|u_{n}\|+u_{n}),b_{n}={\frac {1}{2}}(\|u_{n}\|-u_{n})} 于是，有 {\displaystyle 0\leq a_{n}\leq \|u_{n}\|,0\leq b_{n}\leq \|u_{n}\|} 因为{\displaystyle \sum _{n=1}^{\infty }a_{n}},{\displaystyle \sum _{n=1}^{\infty }b_{n}}均为正项级数，且{\displaystyle \sum _{n=1}^{\infty }\|u_{n}\|}收敛，由比较审敛法知，级数{\displaystyle \sum _{n=1}^{\infty }a_{n}}和{\displaystyle \sum _{n=1}^{\infty }b_{n}}收敛。 又因为{\displaystyle \sum _{n=1}^{\infty }u_{n}=\sum _{n=1}^{\infty }(a_{n}-b_{n})},所以由级数的定义可得，级数{\displaystyle \sum _{n=1}^{\infty }u_{n}}收敛。 该定理表明，如果级数{\displaystyle \sum _{n=1}^{\infty }u_{n}}绝对收敛，则级数{\displaystyle \sum _{n=1}^{\infty }u_{n}}必收敛。 |

## 收敛级数的性质
- 若一个无穷级数{\displaystyle \sum u_{n}\ :\ u_{1}+u_{2}+u_{3}+\cdots +u_{n}+\cdots }收敛，其和为{\displaystyle s}，则如果每一项乘以一个常数{\displaystyle a}，得到的级数{\displaystyle \sum au_{n}:\ au_{1}+au_{2}+au_{3}+\cdots +au_{n}+\cdots }也收敛，且和等于as。
- 收敛的无穷级数可以逐项相加或相减，如有两个无穷级数：

{\displaystyle \sum _{n=1}^{\infty }u_{n}=s}和 {\displaystyle \sum _{n=1}^{\infty }v_{n}=t}，则
{\displaystyle \sum _{n=1}^{\infty }(u_{n}\pm v_{n})=s\pm t}.
- 级数前面加上有限项或减去有限项不影响其敛散性，如：

{\displaystyle s=u_{1}+u_{2}+u_{3}+\cdots +u_{n}+\cdots }和 {\displaystyle s=u_{12}+u_{15}+u_{16}+u_{17}+\cdots +u_{n}+\cdots }
这两个级数的敛散性是一样的。
- 当{\displaystyle n}趋向无限大时，任何一个收敛级数的通项都趋于0：{\displaystyle \lim _{n\to \infty }u_{n}=0}
- 在一个完备空间中，也可以运用柯西收敛的准则来判断级数是否收敛：一个无穷级数{\displaystyle \sum _{n=1}^{+\infty }u_{n}}收敛的充要条件是，对任意{\displaystyle \epsilon >0} ，总存在{\displaystyle N_{0}>0}，使得任意的{\displaystyle n>m>N_{0}}，{\displaystyle |s_{n}-s_{m}|=|\sum _{k=m+1}^{n}u_{k}|=|u_{m+1}+u_{m+2}+\cdots +u_{n}|<\epsilon }。

## 无穷级数的研究历史
将一个函数展开成无穷级数的概念最早来自14世纪印度的马德哈瓦。他首先发展了幂级数的概念，对泰勒级数、麦克劳林级数、无穷级数的有理逼近以及无穷连分数做了研究。他发现了正弦、余弦、正切函数等的泰勒展开，还用幂级数计算了 π 的值。他的学生继承和发展了他关于级数的工作。
17世纪，詹姆斯·格里高利也开始研究无穷级数，并发表了若干函数的麦克劳林展开式。1715年，布鲁克·泰勒提出了构造一般解析函数的泰勒级数的方法。18世纪时欧拉又发展了超几何级数和q-级数的理论。

### 对审敛法的研究
14世纪时，马德哈瓦已经开始讨论判别无穷级数敛散性的方法。他提出了一些审敛的准则，后来他的学生将其推广。
然而在欧洲，审查无穷级数是否收敛的研究一般被认为是从19世纪由高斯开始的。他于1812年发表了关于欧拉的超几何级数
{\displaystyle 1+{\frac {\alpha \beta }{1\cdot \gamma }}x+{\frac {\alpha (\alpha +1)\beta (\beta +1)}{1\cdot 2\cdot \gamma (\gamma +1)}}x^{2}+\cdots }
的论文，提出了一些简单的收敛准则，并对余项和以及收敛半径进行了讨论。
柯西提出了严格的审敛法的重要性，他证明了两个收敛级数的乘积不一定是收敛的，同时开始研究严格的审敛准则。欧拉和高斯各自给出了各种审敛法则。柯西更研究了复函数的幂级数展开。
1826年，阿贝尔在他的关于二项式级数
{\displaystyle 1+{\frac {m}{1}}x+{\frac {m(m-1)}{2!}}x^{2}+\cdots }
的论文中更正了柯西的若干个结论，并给出了二项式级数的严格的求和方法，指出了连续性在收敛问题中的重要性。
柯西提出的审敛法并不是普遍适用的，只能用于判别某些特定函数的敛散性。同时代的其他数学家，比如拉贝（Joseph Ludwig Raabe）的对数判别法，德·摩根的对数判别法（被 DuBois-Reymond和普林斯海姆证明对某些函数失效）
，以及贝特朗、斯托克斯、切比雪夫等人的审敛法也是如此。
对普遍的审敛法则的研究由恩斯特·库默尔开始，之后的艾森斯坦、维尔斯特拉斯、尤里斯·迪尼等都曾致力于这一领域。普林斯海姆于1889年发表的论文阐述了完整的普适审敛理论。

### 对一致连续性的研究
1821年，柯西首先开始对一致连续性的研究，但其中有不少错误和局限。这些错误最早被阿贝尔指出，但首先得出正确结论的是西德尔和斯托克斯。1853年，柯西在注意到阿贝尔的批评后重新开展研究，并得到了与斯托克斯一样的结论。然而，一致连续性的重要性在很长一段时间裡没有受到重视。

## 类别
更多級數請參見級數列表。

### 几何级数
几何级数（或等比级数）是指通项为等比数列的级数，比如：
{\displaystyle 1+{1 \over 2}+{1 \over 4}+{1 \over 8}+{1 \over 16}+\cdots =\sum _{n=0}^{\infty }{1 \over 2^{n}}=2}
一般来说，几何级数{\displaystyle \sum _{n=0}^{\infty }z^{n}}收敛当且仅当{\displaystyle \left\vert z\right\vert <1}。

### 调和级数
调和级数是指通项为{\displaystyle {1 \over n}}的级数：
{\displaystyle 1+{1 \over 2}+{1 \over 3}+{1 \over 4}+{1 \over 5}+\cdots =\sum _{n=1}^{\infty }{1 \over n}}
它是发散的。

### p{\displaystyle p}-级数
{\displaystyle p}-级数是指通项为{\displaystyle {\frac {1}{n^{p}}}}的级数：
{\displaystyle U_{p}=\sum _{n=1}^{\infty }{\frac {1}{n^{p}}}}
对于实数值的{\displaystyle p}，当{\displaystyle p>1}时收敛，当{\displaystyle p\leq 1}时发散。这可以由积分比较审敛法得出。
函数{\displaystyle \zeta :p\mapsto U_{p}}是黎曼ζ函數在实轴大于1的部分的限制，关于黎曼{\displaystyle \zeta }函數有著名的黎曼猜想。
特別地，當{\displaystyle p=1}時，{\displaystyle p}-級數即為調和級數。

### 裂项级数
{\displaystyle \sum _{n=1}^{\infty }(b_{n}-b_{n+1})}
收敛当且仅当数列{\displaystyle b_{n}}收敛到某个极限{\displaystyle L}，并且这时级数的和是{\displaystyle b_{1}-L}。

### 泰勒级数
泰勒级数是关于一个光滑函数{\displaystyle f}在一点{\displaystyle a}附近取值的级数。泰勒函数由函数在点{\displaystyle a}的各阶导数值构成，具体形式为：
{\displaystyle \sum _{n=0}^{\infty }{\frac {f^{(n)}(a)}{n!}}(x-a)^{n}}
这是一个幂级数。如果它在{\displaystyle a}附近收敛，那么就称函数{\displaystyle f}在点{\displaystyle a}上是解析的。

### 交错级数
具有以下形式的级数
{\displaystyle \sum _{n=0}^{\infty }(-1)^{n}a_{n}\!}
其中所有的{\displaystyle a_{n}}非负，被称作交错级数。交错级数的收敛通常要借助莱布尼茨判别法。

### 幂级数
形同{\displaystyle \sum a_{n}(x-x_{0})^{n}}的函数项无穷级数称为{\displaystyle x-x_{0}}的幂级数。它的收敛与否和系数{\displaystyle a_{n}}有关。

### 傅里叶级数
任何周期函数都可以用正弦函数和余弦函数构成的无穷级数来表示，称为傅里叶级数。傅里叶级数是函数项无穷级数，也就是说每项都是一个函数。傅里叶级数在数论、组合数学、信号处理、概率论、统计学、密码学、声学、光学等领域都有着广泛的应用。
例如，周期为{\displaystyle 2\pi }的周期函数{\displaystyle f(x)}可以表示为：
{\displaystyle f(x)={\frac {a_{0}}{2}}+\sum _{n=1}^{\infty }(a_{n}\cos nx+b_{n}\sin nx),n=1,2,3,\ldots }
其中，{\displaystyle a_{n}={\frac {1}{\pi }}\int _{-\pi }^{\pi }f(x)\cos nxdx}，{\displaystyle b_{n}={\frac {1}{\pi }}\int _{-\pi }^{\pi }f(x)\sin nxdx}，特别的，{\displaystyle a_{0}={\frac {1}{\pi }}\int _{-\pi }^{\pi }f(x)dx}

## 常数项无穷级数审敛法

### 正项级数
若通项为实数的无穷级数{\displaystyle \sum u_{n}}每一项{\displaystyle u_{n}}都大于等于零，则称{\displaystyle \sum u_{n}}是一正项级数。
如果无穷级数 {\displaystyle \sum u_{n}} 是正项级数，则部分和{\displaystyle S_{n}}是一个单调递增数列。由数列极限的判别准则：单调有界数列必有极限。因此，倘若部分和数列Sn有界，{\displaystyle \sum u_{n}}收敛，且{\displaystyle \lim _{n\to \infty }S_{n}=s} ;反之，若部分和数列趋于正无穷，级数发散。

#### 比较判别法
设{\displaystyle \sum u_{n}} 和 {\displaystyle \sum v_{n}}是正项级数。
如果存在正实数{\displaystyle M}，使得从若干项开始，{\displaystyle u_{n}\leq Mv_{n}}（也就是说{\displaystyle u_{n}=O_{\infty }(v_{n})}），则
- 当{\displaystyle \sum v_{n}} 收敛时，可推出 {\displaystyle \sum u_{n}} 也收敛。
- 当{\displaystyle \sum u_{n}} 发散时，可推出 {\displaystyle \sum v_{n}} 也发散。

如果{\displaystyle \lim _{n\to \infty }{u_{n} \over v_{n}}=0}，则
- 当{\displaystyle \sum v_{n}} 收敛时，可推出 {\displaystyle \sum u_{n}} 也收敛。
- 当{\displaystyle \sum u_{n}} 发散时，可推出 {\displaystyle \sum v_{n}} 也发散。

如果{\displaystyle \lim _{n\to \infty }{u_{n} \over v_{n}}=1}或其它有限数，则{\displaystyle \sum v_{n}} 和{\displaystyle \sum u_{n}} 同时收敛或发散。
比如，我们已知级数：{\displaystyle \sum {1 \over n^{2}}}收敛，则级数：{\displaystyle \sum {|\sin n| \over n^{2}}}也收敛，因为对任意的{\displaystyle n}，{\displaystyle \sin n\leq 1}。
比较判别法的特点是要已知若干级数的敛散性。一般来说，我们可以选择比较简单的级数：{\displaystyle U_{p}=\sum {1 \over n^{p}}}作为“标准级数”，依此判断其他函数的敛散性。需要知道的是当{\displaystyle p\leq 1}时，{\displaystyle U_{p}}发散，当{\displaystyle p>1}时，{\displaystyle U_{p}}收敛。

#### 达朗贝尔判别法
在比较判别法中，如果取几何级数为比较的标准级数，可得：
设{\displaystyle \sum u_{n}}是通项大于零的正项级数。并且{\displaystyle \lim _{n\to \infty }{u_{n+1} \over u_{n}}=p}，则
- 当{\displaystyle p<1} 时，级数{\displaystyle \sum u_{n}}收敛。
- 当{\displaystyle p>1} 时，级数{\displaystyle \sum u_{n}}发散。
- 当{\displaystyle p=1} 时，级数{\displaystyle \sum u_{n}}可能收敛也可能发散。

这个判别法也称为比值判别法或比值审敛法。

#### 柯西收敛准则
设 {\displaystyle \sum u_{n}} 是正项级数。并且{\displaystyle \lim _{n\to \infty }{\sqrt[{n}]{u_{n}}}=p}，则
- 当{\displaystyle p<1}时，级数 {\displaystyle \sum u_{n}} 收敛。
- 当{\displaystyle p>1}时，级数 {\displaystyle \sum u_{n}} 发散。
- 当{\displaystyle p=1}时，级数 {\displaystyle \sum u_{n}} 可能收敛也可能发散。

这个判别法也称为根值判别法或根值审敛法'。

### 交错级数
具有以下形式的级数
{\displaystyle \sum _{n=0}^{\infty }(-1)^{n}a_{n}\!}
其中所有的{\displaystyle a_{n}}非负，被称作交错级数。

#### 莱布尼茨判别法
在上述的级数{\displaystyle \sum _{n=0}^{\infty }(-1)^{n}a_{n}\!}中，如果当{\displaystyle n}趋于无穷时, 数列{\displaystyle a_{n}}的极限存在且等于 0，并且每个{\displaystyle a_{n}}小于{\displaystyle a_{n-1}}（即, 数列{\displaystyle a_{n}}是单调递减的），那么级数收敛。

### 任意项级数
对于通项为任意实数的无穷级数{\displaystyle \sum u_{n}}，将级数{\displaystyle \sum |u_{n}|}称为它的绝对值级数。可以证明，如果{\displaystyle \sum |u_{n}|}收敛，那么 {\displaystyle \sum u_{n}}也收敛，这时称 {\displaystyle \sum u_{n}}绝对收敛。如果{\displaystyle \sum u_{n}}收敛，但是{\displaystyle \sum |u_{n}|}发散，则称{\displaystyle \sum u_{n}}条件收敛。比如说，级数{\displaystyle \sum {\sin n \over n^{2}}}绝对收敛，因为前面已经证明 {\displaystyle \sum {|\sin n| \over n^{2}}}收敛。而级数{\displaystyle \sum {(-1)^{n} \over n}}是条件收敛的。它自身收敛到{\displaystyle \ln {1 \over 2}}，但是它的绝对值级数{\displaystyle \sum {1 \over n}}是发散的。
黎曼级数定理说明，如果一个无穷级数{\displaystyle \sum u_{n}}条件收敛，那么对于任意的实数{\displaystyle x}，存在一个正整数到正整数的双射{\displaystyle \sigma }，使得级数{\displaystyle \sum u_{\sigma (n)}}收敛到 {\displaystyle x}。对于正负无穷大，上述双射也存在。

## 函数项级数
设{\displaystyle (u_{n}(x))_{n\geq 0}}为定义在区间{\displaystyle {\mathcal {I}}}上的函数列，则表达式：{\displaystyle u_{1}(x)+u_{2}(x)+\cdots +u_{n}(x)+\cdots }称为函数项级数，简记为{\displaystyle \sum u_{n}(x)}。对函数项级数的主要研究是：
1. 确定对哪些{\displaystyle x}，{\displaystyle \sum u_{n}(x)}收敛。
2. {\displaystyle \sum u_{n}(x)}收敛的话，其和是什么，有什么性质？

### 收敛域
对区间{\displaystyle {\mathcal {I}}}上的每个 {\displaystyle x_{0}}，级数 {\displaystyle \sum u_{n}(x_{0})}是常数项级数。若
{\displaystyle \sum u_{n}(x_{0})}收敛，则称{\displaystyle x_{0}}是{\displaystyle \sum u_{n}(x)}的一个收敛点，{\displaystyle \sum u_{n}(x)}全体收敛点的集合称为它的收敛域。若
{\displaystyle \sum u_{n}(x_{0})}发散，则称{\displaystyle x_{0}}是{\displaystyle \sum u_{n}(x)}的一个发散点，{\displaystyle \sum u_{n}(x)}全体发散点的集合称为它的发散域。{\displaystyle \sum u_{n}(x)}在其收敛域的每一点上都有定义，因此定义了一个函数，称为{\displaystyle \sum u_{n}(x)}的和函数，记为{\displaystyle S(x)}。按照定义，{\displaystyle S(x_{0})=\lim _{n\to \infty }S_{n}(x_{0})}，其中{\displaystyle S_{n}(x_{0})=u_{1}(x_{0})+u_{2}(x_{0})+\cdots +u_{n}(x_{0})}为函数项级数在{\displaystyle x_{0}}点上的部分和。

### 一致收敛
函数项级数的取值可以在它的收敛域上用和函数定义，但和函数的性质可能会和级数的每一项不同。比如说，当函数项级数{\displaystyle \sum u_{n}(x)}中的每一项{\displaystyle u_{n}(x)}在收敛域上都是连续函数时，和函数未必会是连续函数。以下是一个例子：
设{\displaystyle \displaystyle u_{n}(x)=x^{n}-x^{n+1}}，也就是说{\displaystyle \displaystyle u_{0}(x)=1-x}，{\displaystyle \displaystyle u_{1}(x)=x-x^{2}}等等，它们显然都是连续函数（甚至是光滑函数）。这时函数项级数在{\displaystyle x} 点上的部分和{\displaystyle S_{n}(x)=\sum _{k=0}^{n}(x^{k}-x^{k+1})=1-x^{n+1}}。在区间{\displaystyle [0,1]}的每一点上，部分和都有极限：
当{\displaystyle x\neq 1}时，{\displaystyle S_{n}(x)\rightarrow 1}
当{\displaystyle \displaystyle x=1}时，{\displaystyle S_{n}(x)\rightarrow 0}
于是在区间{\displaystyle [0,1]}上，级数{\displaystyle \sum u_{n}(x)} 收敛，其和函数{\displaystyle S(x)}为：
当{\displaystyle 0\leq x<1}时，{\displaystyle S(x)=1}；{\displaystyle S(1)=0}。
这不是一个连续函数。
然而，如果函数项级数能够满足某些更严格的条件的话，可以证明级数的和函数的规则性将会等于每一项函数的规则性，这就是所谓的一致收敛性质。和函数列的一致收敛性质一样，函数项级数{\displaystyle \sum u_{n}(x)}在某个区间{\displaystyle {\mathcal {I}}}内（关于某个范数{\displaystyle \left\|\cdot \right\|}）一致收敛的定义是它的部分和函数{\displaystyle S_{n}} 在区间{\displaystyle {\mathcal {I}}}上一致收敛到和函数{\displaystyle S}，
{\displaystyle \lim _{n\rightarrow \infty }\left\|S-S_{n}\right\|_{\mathcal {I}}=0}
或者写成{\displaystyle \lim _{n\rightarrow \infty }\left\|\sum _{k=n}^{\infty }u_{k}\right\|_{\mathcal {I}}=0}
可以证明：
如果级数{\displaystyle \sum u_{n}(x)} 在区间{\displaystyle {\mathcal {I}}} 内一致收敛，并且每个{\displaystyle u_{n}(x)} 都是连续函数，那么和函数{\displaystyle S} 在区间{\displaystyle {\mathcal {I}}} 上也是连续函数。
进一步的，如果导函数级数的每一项都是{\displaystyle {\mathcal {C}}^{p}}函数（{\displaystyle p}阶连续可微函数），并且各阶导函数级数{\displaystyle \sum u_{n}(x),\sum u_{n}^{(1)}(x),\sum u_{n}^{(2)}(x),\ldots ,\sum u_{n}^{(p)}(x)}在区间{\displaystyle {\mathcal {I}}}内都一致收敛，那么级数和函数{\displaystyle S(x)=\sum u_{n}(x)} 也是{\displaystyle {\mathcal {C}}^{p}}函数，并且：
{\displaystyle \forall 0\leq i\leq p} ，{\displaystyle S^{(i)}(x)=\sum u_{n}^{(i)}(x)}。

### 绝对收敛
函数项级数也有绝对收敛的概念。对于某个给定的区间{\displaystyle {\mathcal {I}}}和范数{\displaystyle \left\|\cdot \right\|_{\mathcal {I}}}，函数项级数{\displaystyle \sum u_{n}(x)}在区间{\displaystyle {\mathcal {I}}}内绝对收敛，当且仅当常数级数{\displaystyle \sum \left\|u_{n}\right\|_{\mathcal {I}}}收敛。
绝对收敛的（连续？）函数在每一点都收敛，并且在区间{\displaystyle {\mathcal {I}}}内一致收敛。

### 幂级数
形同{\displaystyle \sum a_{n}(x-x_{0})^{n}}的函数项无穷级数称为{\displaystyle x-x_{0}}的幂级数。一般只需讨论形同{\displaystyle \sum a_{n}x^{n}}的幂级数。

#### 幂函数的收敛域
根据阿贝尔定理，它的收敛域是一个关于零对称的区间，即为{\displaystyle (-R,R)}（可开可闭）的形式。这个正数{\displaystyle R}（可以是无穷大）叫做幂级数的收敛半径。并有定理：
设幂级数{\displaystyle \sum a_{n}x^{n}}满足{\displaystyle \lim _{n\to \infty }{a_{n+1} \over a_{n}}=\rho }，则：
- {\displaystyle \rho }是正实数时，{\displaystyle R={1 \over \rho }}。
- {\displaystyle \rho =0}时，{\displaystyle R=\infty }。
- {\displaystyle \rho =\infty }时，{\displaystyle R=0}。

#### 幂级数的和函数
求解幂级数的和函数有时需要利用先对各项积分（或求导）以得到一个方便利用已有公式进行求和的形式，在求和后在对各项求导（或积分）。

## 渐进级数
渐进级数是用来对某些函数的间断点附近的情况进行逼近的级数。渐进级数一般是发散的，它的部分和趋于无穷大，因此可以很好地逼近一个趋于无穷大的函数。但要注意的是，渐进级数提供的逼近是相对的，即只是比值趋于一致，与函数值之间的误差并不像收敛的级数一样趋于无穷小。一般来说，渐进级数在若干项后便达到最小的绝对误差，之后的绝对误差一般会增大甚至趋于无穷。

## 发散级数的和
发散级数的部分和没有极限，但是在应用中可以使用比较弱的级数和定义，比如切萨罗求和、阿贝尔求和、拉馬努金求和以及欧拉求和

## 推广
级数的概念可以在任何的对称拓扑群中定义，常用的是在一个巴拿赫空间（比如实数或复数空间）中。